# Euproctis abjecta
Euproctis abjecta är en fjärilsart som beskrevs av Swinhoe 1889. Euproctis abjecta ingår i släktet Euproctis och familjen tofsspinnare. Inga underarter finns listade i Catalogue of Life.